# Edvin Mattiasson
Edvin Mattiasson (Trelleborg, Suecia, 16 de abril de 1890-Malmö, 15 de marzo de 1975) fue un deportista  especialista en lucha grecorromana donde llegó a ser medallista de bronce olímpico en Estocolmo 1912.

## Carrera deportiva
En los Juegos Olímpicos de 1912 celebrados en Estocolmo ganó la medalla de bronce en lucha grecorromana estilo peso ligero, tras el finlandés Emil Väre (oro) y su paisano el también luchador sueco Gustaf Malmström (plata).